# Claviers
Claviers is een gemeente in het Franse departement Var (regio Provence-Alpes-Côte d'Azur) en telt 682 inwoners (2004). De plaats maakt deel uit van het arrondissement Draguignan.

## Geografie
De oppervlakte van Claviers bedraagt 15,7 km², de bevolkingsdichtheid is 43,4 inwoners per km².
De onderstaande kaart toont de ligging van Claviers met de belangrijkste infrastructuur en aangrenzende gemeenten.

## Demografie
Onderstaande figuur toont het verloop van het inwonertal (bron: INSEE-tellingen).